# Лакмэн, Дичен
Дичен Лакмэн (англ. Dichen Lachman, род. 22 февраля 1982, Катманду) — австралийская актриса.

## Ранняя жизнь
Дичен Лакмэн родилась в Катманду, Непал, и жила там до восьми лет, после чего переехала вместе с семьёй в Австралию. Окончив Университет Аделаиды она начала свою карьеру с ролей в австралийских телешоу.

## Карьера
В 2005 году Дичен Лакмэн получила постоянную роль в австралийской мыльной опере «Соседи», где снималась последующие два года. Также она сыграла небольшую роль в фильме «Аквамарин», а после переехала в США.
В начале 2008 года Лакмэн получила одну из главных ролей в телесериале канала Fox «Кукольный дом». Шоу было закрыто после двух сезонов из-за низких рейтингов и после она получила постоянную роль во втором сезоне сериала «Быть человеком». Также Лакмэн была гостем в таких сериалах как «Морская полиция: Лос-Анджелес», «Гавайи 5.0», «Торчвуд» и «Болота».
В 2012 году Лакмэн получила одну из главных ролей в телесериале канала ABC «Последняя надежда», который был закрыт после одного сезона из-за низких рейтингов. В 2014 году она взяла на себя второстепенную роль в сериале The CW «100».

## Личная жизнь
С 24 января 2015 года Дичен замужем за актёром Максом Осински. У супругов есть дочь — Матильда Осински (род. в мае 2015).

## Фильмография
| Год  | Название                                                           | Роль          |                  |
| ---- | ------------------------------------------------------------------ | ------------- | ---------------- |
| 2005 | Eastworld                                                          | бандитка #4   |                  |
| 2006 | Safety in Numbers                                                  | репортёр      |                  |
| 2006 | Аквамарин / Aquamarine                                             | Бет-Энн       |                  |
| 2007 | Tyrannosaurus Azteca                                               | Айакоатл      | телефильм        |
| 2009 | Bled                                                               | Аарен         |                  |
| 2010 | Sunday Punch                                                       | Джилл         | короткометражный |
| 2014 | Lust for Love                                                      | Кали          |                  |
| 2015 | Слишком поздно / Too Late                                          | Джилли Бин    |                  |
| 2022 | Мир юрского периода: Господство / Jurassic World Dominion          | Сойона Сантос |                  |
| 2024 | Планета обезьян: Новое царство / Kingdom of the Planet of the Apes | Корина        |                  |
| 2026 | Происшествие в доме / Incidents Around the House                   |               |                  |

| Год             | Название                                          | Роль                              | Примечания сериал |
| --------------- | ------------------------------------------------- | --------------------------------- | ----------------- |
| 2005—2007       | Соседи / Neighbours                               | Катя Кински                       | 88 эпизодов       |
| 2009—2010       | Кукольный дом / Dollhouse                         | Сиерра / Рия Тсетсэнг             | 27 эпизодов       |
| 2010            | Морская полиция: Лос-Анджелес / NCIS: Los Angeles | Эллисон Притчетт / Аллисия Такада | 1 эпизод          |
| 2010            | Гавайи 5.0 / Hawaii Five-0                        | Эми Ханамоа                       | 1 эпизод          |
| 2011            | Торчвуд / Torchwood: Miracle Day                  | Лин Питерфилд                     | 1 эпизод          |
| 2012            | Быть человеком / Being Human                      | Сюрен                             | 7 эпизодов        |
| 2012            | Болота / The Glades                               | шеф Лана Ким                      | 1 эпизод          |
| 2012—2013       | Последняя надежда / Last Resort                   | Тани Тумренджек                   | 13 эпизодов       |
| 2014            | 100 / The 100                                     | Аня                               | 7 эпизодов        |
| 2014—2015       | Бесстыжие / Shameless                             | Анджела                           | 6 эпизодов        |
| 2014—2015, 2020 | Агенты Щ.И.Т. / Agents of S.H.I.E.L.D.            | Дзяйин Джонсон                    | 11 эпизодов       |
| 2016            | Последний корабль / The Last Ship                 | Джесси                            | 8 эпизодов        |
| 2016            | Супергёрл / Supergirl                             | Рулетка / Вероника Синклер        | 2 эпизода         |
| 2018            | Видоизменённый углерод / Altered Carbon           | Рейлин Кавахара                   | 10 эпизодов       |
| 2022            | Разделение / Severance                            | мисс Кейси                        | 5 эпизодов        |